# Finn Butcher
Finn Butcher (* 17. března 1995 Dunedin) je novozélandský vodní slalomář, specialista na jízdu na kajaku. Pochází ze sportovní rodiny a kanoistice se věnoval závodně od devíti let. Žil v Alexandře a trénoval na řece Kawarau River, pak se připravoval pod vedením Alana „Sarge“ Hoffmana. V novozélandské reprezentaci debutoval roku 2012, o rok později poprvé vyhrál národní šampionát. Je absolventem Massey University v oboru tělovýchovy. 
V roce 2018 obsadil čtvrté místo na juniorském mistrovství světa v kajaku jednotlivců. Na Letních olympijských hrách 2020 byl náhradníkem novozélandské výpravy a do soutěží nezasáhl. Získal stříbrnou medaili na mistrovství světa ve vodním slalomu 2021, kde skončil v kajak krosu na druhém místě za Joem Clarkem z Velké Británie. Na světovém šampionátu v roce 2023 byl jedenáctý v krosu a třináctý v K1 a kvalifikoval se na olympiádu. Překvapivě vyhrál na Letních olympijských hrách 2024 závod v kajak krosu, který zde byl poprvé zařazen do olympijského programu. Stal se tak vůbec prvním novozélandským olympijským vítězem ve vodním slalomu. Na pařížské olympiádě Butcher startoval také v soutěži singlkajakářů, kde obsadil devatenácté místo, když v semifinálové jízdě nasbíral 56 trestných sekund. V roce 2025 se stal mistrem Oceánie v disciplíně K1. Na akcích Světového poháru získal tři druhá a jedno třetí místo.